# Jeune Fille et Garçon
Jeune Fille et Garçon est un tableau de Paul Gauguin peint en 1899.